# Molosso-de-epiro
O molosso-do-epiro[a] (em grego:  Μολοσσός της Ηπείρου, em albanês:  Molosat Shqiptare) é uma antiga raça grega-albanesa de cães guardiões de gado, do tipo montanhês, com origem no Epiro.

## História
O molosso-de-epiro foi desenvolvido pelos Molossos, uma tribo grega antiga, que vive nas regiões montanhosas do norte da Grécia. A raça foi desenvolvida como um cão de guerra, bem como um guardião do gado. Mais tarde, durante a Antiguidade Clássica, Alexandre, o Grande, levou esses cães em suas famosas expedições.
O molosso-de-epiro é uma raça puro-sangue de cão reconhecida pelo Kennel Club da Grécia (Κυνολογικό Όμιλο Ελλάδος), mas também existem outras raças molossóides gregas ainda não reconhecidas. Há também um clube especializado na raça, fundado em 2006, o Διασωστικός Όμιλος Μολοσσού της Ηπείρου, criado para resgatar e preservar esta raça antiga com uma população saudável e geneticamente viável.